# Dia Internacional da Tradução
Dia Internacional da Tradução é uma efeméride profissional de tradutores e intérpretes. Celebra-se cada ano em 30 de setembro, dia em que faleceu, em 419 ou 420, São Jerónimo, conhecido como tradutor da Bíblia do grego antigo e do hebraico para o latim (a Vulgata), autor de importantes textos sobre a arte de traduzir e, portanto, considerado tradicionalmente o santo padroeiro dos tradutores. A ideia de comemorar oficialmente o Dia Internacional da Tradução foi proposta em 1991 pela Federação Internacional de Tradutores (FIT). Tem como objectivo mostrar a solidariedade da comunidade de tradutores em todo o mundo num esforço para promover internacionalmente a sua profissão, a importância da qual na vida de toda a Humanidade é, desde os tempos da destruição da Torre de Babel, enorme, embora quase imperceptível. A popularidade do Dia Internacional da Tradução, uma oportunidade para manifestar o orgulho de uma profissão cada vez mais imprescindível na era de progressiva globalização, continua a crescer de ano para ano.

## Historial da efeméride
Desde 1992, a FIT escolhe um tema particular para cada uma das edições anuais do Dia Internacional da Traduçãoː
- 1992: "A tradução como o vínculo vital"
- 1993: "A tradução como uma realidade omnipresente"
- 1994: "As múltiplas facetas da tradução"
- 1995: "A tradução como um dos factores chave para o desenvolvimento"
- 1996: "Os tradutores e os direitos de autor"
- 1997: "Traduzindo no sentido correcto"
- 1998: "O profissionalismo na tradução"
- 1999: "Tradução — transição"
- 2000: "As tecnologias ao serviço da tradução"
- 2001: "A tradução e a ética"
- 2002: "Os tradutores como agentes de mudanças sociais"
- 2003: "Os direitos do tradutor"[2]
- 2004: "A tradução, o alicerce do multilinguismo e a diversidade cultural"
- 2005: "A tradução e os Direitos Humanos"
- 2006: "Muitas línguas — uma só profissão"
- 2007: "Não disparem no mensageiro!"
- 2008: "Terminologia: as palavras têm sentido"
- 2009: "Trabalhando juntos"
- 2010: "Qualidade de tradução para a variedade de línguas"[3]
- 2011: "Lançando pontes entre culturas"
- 2012: "Tradução: um portador de compreensão intercultural"
- 2013: "Além das fronteiras linguísticas"
- 2014: "O direito às línguas: um pré-requisito para todos os direitos humanos"
- 2015: "Novas concepções de tradução e interpretação"
- 2016: "Tradução e interpretação conectam mundos"
- 2017: "Tradução e Diversidade"
- 2018: "Tradução: transmitindo patrimônio cultural em tempos rápidos"
- 2019: "Tradução e línguas indígenas"
- 2020: "Encontrando as palavras para um mundo em crise"[4]
- 2021: "Unidos na tradução"
- 2022: "Um mundo sem barreiras: o papel dos profissionais da linguagem na constada cultura, compreensão e paz duradoura"

Na União Europeia, celebra-se anualmente, no dia 26 de setembro, uma data afim: o Dia Europeu das Línguas, que «deve promover a aprendizagem das línguas para efeitos de realização pessoal, plena participação nas sociedades democráticas da Europa e aperfeiçoamento profissional».